# Stazione di San Lorenzo Maggiore
La stazione di San Lorenzo Maggiore è una stazione ferroviaria a servizio del comune di San Lorenzo Maggiore. La stazione è ubicata sulla linea Napoli-Foggia.